# Adamovas ezers
Adamovas ezers este o arie protejată (arie specială de conservare — SAC, sit de importanță comunitară — SCI, arie de protecție specială avifaunistică — SPA) din Letonia întinsă pe o suprafață de 760,89 ha, integral pe uscat.

## Localizare
Centrul sitului Adamovas ezers este situat la coordonatele 56°33′41″N 27°23′43″E / 56.5613°N 27.3954°E.

## Înființare
Situl Adamovas ezers a fost declarat arie de protecție specială avifaunistică în septembrie 2002 pentru a proteja 1 specie de plante și 23 de specii de animale. Alte tipuri de protecție:
- sit de importanță comunitară (în mai 2004)
- arie specială de conservare (în mai 2004)[1][3][4]

## Biodiversitate
Situată în ecoregiunea boreală, aria protejată conține 15 habitate naturale: Lacuri eutrofice naturale cu vegetație de tip Magnopotamion sau Hydrocharition, Cursuri de apă de la nivel de câmpie la nivel montan, cu vegetație Ranunculion fluitantis și Callitricho-Batrachion, Pajiști uscate seminaturale și facies de acoperire cu tufișuri pe substraturi calcaroase (Festuco-Brometalia) (* situri importante pentru orhidee), Pajiști fino-scandinave uscate până la mezice, bogate în specii de altitudine mică, Liziere de ierburi înalte hidrofile de câmpie și de nivel montan până la alpin, Pajiști aluvionare boreale nordice, Fânețe de joasă altitudine (Alopecurus pratensis, Sanguisorba officinalis), Mlaștini turboase de tranziție și turbării mișcătoare, Taiga vestică, Păduri caducifoliate bătrâne naturale hemiboreale fino-scandinave (Quercus, Tilia, Acer, Fraxinus sau Ulmus) bogate în specii epifite, Păduri fino-scandinave bogate în ierburi cu Picea abies, Păduri caducifoliate de mlaștină fino-scandinave, Păduri de stejar sau de stejar și carpen sub-atlantice și medio-europene de Carpinion betuli, Păduri pe pante, grohotișuri și ravene de Tilio-Acerion, Mlaștini împădurite.
La baza desemnării sitului se află mai multe specii protejate:
- plante (1): turiță (Agrimonia pilosa)
- păsări (20): acvilă țipătoare mică (Aquila pomarina), cocoșul de mesteacăn (Bonasa bonasia), buhai de baltă (Botaurus stellaris), barză albă (Ciconia ciconia), barză neagră (Ciconia nigra), erete de stuf (Circus aeruginosus), cristeiul de câmp (Crex crex), lebădă de vară (Cygnus olor), ciocănitoare cu spate alb (Dendrocopos leucotos), ciocănitoarea de stejar (Dendrocopos medius), ciocănitoare neagră (Dryocopus martius), muscar (Ficedula parva), ciuvică (Glaucidium passerinum), sfrâncioc roșiatic (Lanius collurio), ferestrașul mare (Mergus merganser), gaia neagră (Milvus migrans), viespar (Pernis apivorus), ciocănitoare de munte (Picoides tridactylus), ciocănitoare verzuie (Picus canus), chiră de baltă (Sterna hirundo)
- mamifere (2): vidră de râu (Lutra lutra), liliac de iaz (Myotis dasycneme)
- pești (1): zvârluga (Cobitis taenia)

Pe lângă speciile protejate, pe teritoriul sitului au mai fost identificate 7 specii de plante, 3 specii de păsări, 8 specii de mamifere, 1 specie de nevertebrate.